# جوي فرانكو
جوي فرانكو (بالإنجليزية: Joey Franco)‏ هو موسيقي أمريكي، ولد في 1951.

## وصلات خارجية
- جوي فرانكو على موقع ميوزك برينز (الإنجليزية)
- جوي فرانكو على موقع أول ميوزيك (الإنجليزية)
- جوي فرانكو على موقع ديسكوغز (الإنجليزية)